# Acidente na Plataforma de Enchova em 1984
O acidente na Plataforma de Enchova ocorrido em agosto de 1984 foi o maior (em número de fatalidades) já ocorrido em plataformas de petróleo no Brasil, tendo como resultado 37 óbitos e 23 pessoas feridas à época. A plataforma, de propriedade da Petrobras, localiza-se no campo de Enchova na Bacia de Campos e estava passando pela perfuração de um poço quando ocorreu o vazamento acidental de gás. Este vazamento foi sucedido de incêndio e da evacuação do pessoal da plataforma por meio de baleeiras. Uma delas teve seus cabos rompidos e despencou de uma altura de 18 metros de altura, levando às fatalidades e ferimentos do incidente. Este foi o primeiro acidente de grandes proporções da Bacia de Campos, cuja base operacional é a cidade de Macaé (RJ).

## Descrição do acidente
O evento acidental iniciou no dia 16 de agosto de 1984, quando o poço de número 33 no campo de Enchova estava sendo perfurado e apresentou vazamento de gás, com consequente explosão e incêndio. As chamas atingiram uma altura de 20 metros, o que fez o pessoal da segurança da unidade, segundo sobreviventes do evento ocorrido, abandonar a tentativa de combate ao incêndio e recomendar a evacuação das 220 pessoas presentes na unidade por meio das baleeiras (embarcações de fibra de vidro projetadas para fuga segura em caso de cenário acidental).
A plataforma de Enchova continha 5 baleeiras com capacidade para 50 pessoas em cada e eram sustentadas por dois cabos de aço que, em caso de necessidade de evacuação, permitiam a descida destas embarcações. Porém, no dia do acidente durante a descida de uma dessas baleeiras, os cabos de sustentação não suportaram o peso e se romperam, fazendo-a despencar em queda livre por cerca de 18 metros de altura. A queda repentina desse equipamento de fuga, possivelmente ocasionada pela quantidade excessiva de pessoas (57 tripulantes) durante a emergência, foi a causa das fatalidades ocorridas no evento.
Segundo estudos, o motivo do incêndio foi um blowout ocorrido durante a perfuração, concretizando um vazamento de gás de forma descontrolada. Verificou-se que os alarmes de emergência e o Blowout Preventer (dispositivo conhecido como BOP e responsável por fechar um poço quando houver problemas durante a sua perfuração) não estavam funcionando corretamente durante o dia do evento, propiciando a ocorrência da explosão seguida de incêndio, que durou cerca de 16 horas, e da necessidade de abandono da unidade. O incêndio só foi debelado cerca de 16 horas após o sinistro, sendo totalmente extinto apenas no dia posterior ao início do evento.

## Consequências
Segundo informações da Marinha do Brasil, além das vítimas envolvidas no acidente, o evento teve como consequência a parada de produção na plataforma por cerca de um mês, interrompendo a produção diária de cerca de 40 mil barris de petróleo. Essa paralisação afetou o fornecimento de gás destinado ao Rio de Janeiro pela Petrobras, gerando prejuízo de cerca de Cr$147 mil diários à época, ainda que não houvesse impacto à Companhia Estadual de Gás (CEG) do Rio de Janeiro.
A repercussão do ocorrido gerou tensão na população da cidade de Macaé, que pedia por informações precisas sobre as consequências do evento acidental. Além disso, a Petrobras teve de lidar com quedas na bolsa de valores e a necessidade de reconstituir a plataforma danificada, que teve sua torre de perfuração derretida pelas chamas e caiu sobre as instalações, destruindo o guincho de um dos guindastes, a mesa rotativa e um dispositivo de segurança que poderia ter evitado a continuidade do vazamento de gás. Cerca de três dias após o evento, foram realizados testes de carga em todas as baleeiras de unidades de perfuração localizadas na Bacia de Campos.
A decisão final do Tribunal Marítimo, no ano de 1989, foi de que o acidente havia sido consequência de problemas de manutenção dos equipamentos de abandono e falhas no treinamento e capacitação das equipes envolvidas em situações de emergência. Como conclusão da decisão, a empresa operadora da plataforma foi multada e decidiu-se que a Diretoria de Portos e Costas faria um estudo sobre a especificação de baleeiras e seus respectivos dispositivos associados ao lançamento durante situação de emergência.